# Sherri Steinhauer

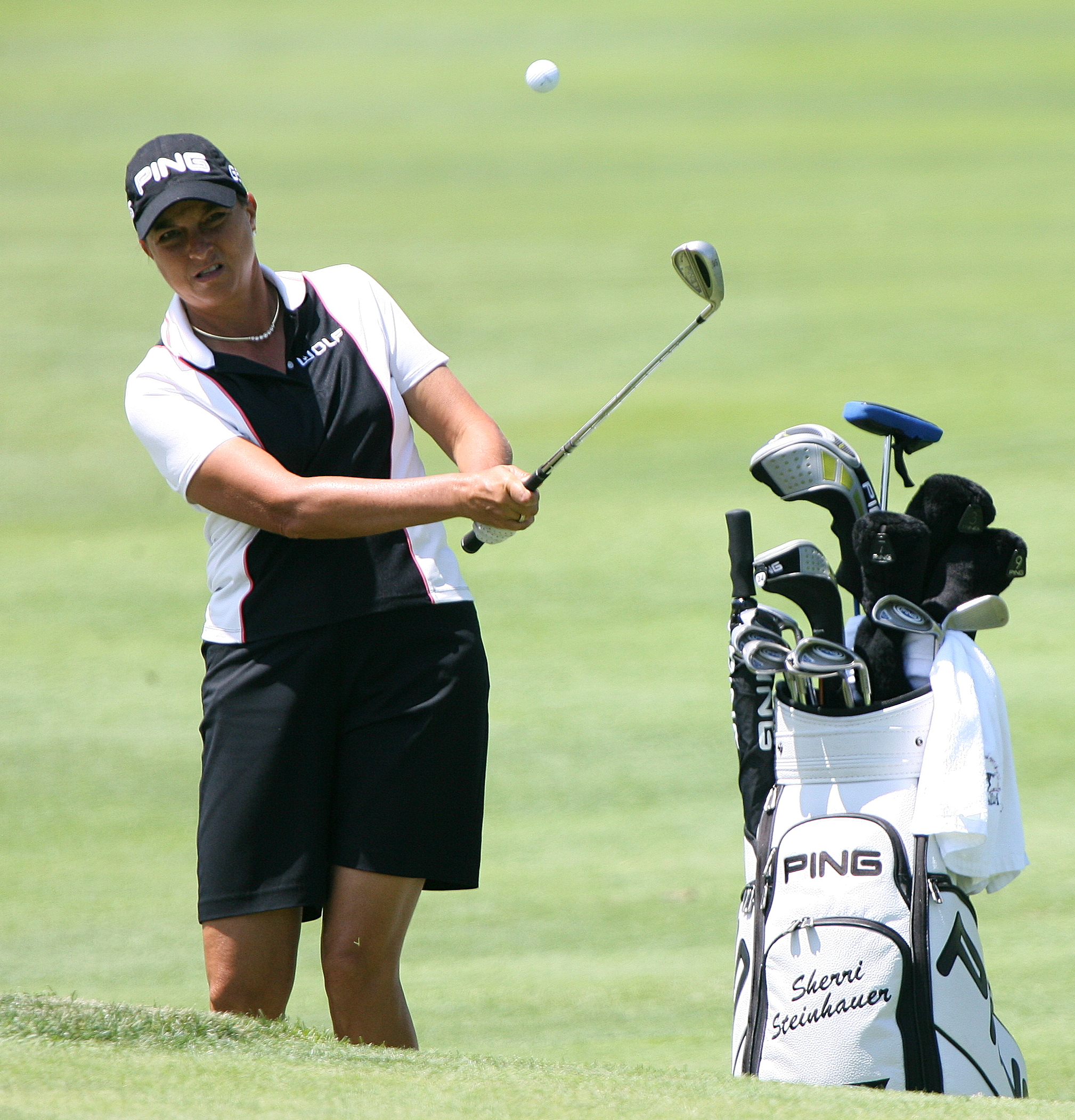
Sherri Steinhauer

Sherri Steinhauer (Madison (Wisconsin), 29 december 1962) is een Amerikaanse golfprofessional. 

## Amateur
Steinhauser heeft gestudeerd aan de Universiteit van Texas in Austin. 

## Professional
In 1986 speelt ze voor het eerst op de Amerikaanse PGA Tour. Daar heeft ze gewonnen:
- 1992: du Maurier Classic
- 1994: Sprint Championship
- 1998: Women's British Open
- 1999: JAL Big Apple Classic, Women's British Open
- 2004: Sybase Classic
- 2006: Women's British Open
- 2007: State Farm Classic

Ze heeft in 1998 en 1999 het Brits Open gewonnen, maar dat was nog niet een van de Majors en telde dus nog niet mee voor de Amerikaanse Tour.
Steinhauer heeft in 1994 en 1999 in de top-10 van de Amerikaanse Order of Merit gestaan.

## Teams
Steinhauer heeft namens haar land in de Solheim Cup gespeeld in 1994, 1998, 2000 en 2007.